# Почечуев, Юрий Тимофеевич
Юрий Тимофеевич Почечуев (род. 1938) — бригадир строителей по монтажу систем гидравлики Амурского судостроительного завода (АСЗ). Депутат Совета Союза Верховного Совета СССР 10-11 созывов (1979—1989) от Хабаровского края.

## Биография
Родился в 1938 году в станице Комсомольске-на-Амуре.
На АСЗ работал с 1964 года слесарем-монтажником. С 1977 года — бригадир строителей по монтажу систем гидравлики АСЗ. Активно участвовал в строительстве атомных подлодок.

## Награды
- Орден «Знак Почёта»
- Медаль «Ветеран труда»
- Юбилейная медаль «300 лет Российскому флоту»